# Paul Hänni
Paul Hänni (ur. 3 października 1914 w Tavannes, zm. w 1996 w Crans-Montana) – szwajcarski lekkoatleta specjalizujący się w biegach sprinterskich.
Pierwszy występ Szwajcaria na arenie międzynarodowej miał miejsce w 1934 roku podczas I Mistrzostw Europy w Turynie. Wziął udział w dwóch konkurencjach. Na dystansie 100 metrów zajął pierwsze miejsce w swoim biegu eliminacyjnym i z czasem 11,1 sekundy awansował do półfinału. W półfinale z czasem 10,8 sekundy zajął drugie miejsce. Ostatecznie zajął czwarte miejsce w biegu finałowym z czasem 10,8 sekundy. Na dystansie 200 metrów odpadł w fazie eliminacyjnej – z czasem 22,0 sekundy zajął czwarte miejsce w swoim biegu.
Hänni reprezentował Konfederację Szwajcarską podczas XI Letnich Igrzyskach Olimpijskich w 1936 roku w Berlinie, gdzie wystartował w trzech konkurencjach. W biegu na 100 metrów odpadł w fazie półfinałowej, gdzie zajął czwarte miejsce w swoim biegu, z czasem 10,7 sekundy. W biegu na 200 metrów dotarł do finału, gdzie z czasem 21,6 sekundy zajął czwarte miejsce. W sztafecie 4 × 100 metrów Hänni biegł na ostatniej zmianie. W fazie eliminacyjnej Szwajcarzy zajęli czwarte miejsce w swoim biegu eliminacyjnym z czasem 42,2, czym odpadli z dalszej rywalizacji.
Hänni wystartował na mistrzostwach Europy po raz drugi w 1938 roku. Zawody rozegrano w Paryżu, podczas których Szwajcar wziął udział w trzech konkurencjach. Na dystansie 100 metrów zajął czwarte miejsce w swoim biegu eliminacyjnym i z czasem 10,8 sekundy zakończył rywalizację. Na dystansie 200 metrów odpadł w fazie półfinałowej – z czasem 21,8 sekundy zajął czwarte miejsce w swoim biegu. W sztafecie 4 × 100 metrów Hänni biegł na ostatniej zmianie. W fazie eliminacyjnej Szwajcarzy zajęli drugie miejsce w swoim biegu eliminacyjnym z czasem 42,3. W finale bieg Szwajcarów zakończył się dyskwalifikacją.
Wielokrotny rekordzista kraju na różnych dystansach.

## Rekordy życiowe
- bieg na 100 metrów – 10,4 (1935)
- bieg na 200 metrów – 21,2